# Mites de creació xinesos
Els mites de creació xinesos són el conjunt de relats i tradicions que expliquen l'origen de l'univers, del món i la humanitat. Són relats que inclouen un paper variable de les divinitats en la creació d'allò que existeix i a diferència d'altres mitologies, no formen un corpus unitari on una història succeeix a una altra sinó que es tracta de mites complementaris i sovint contradictoris, elaborats de manera tardana i amb influències d'altres cultures. Els motius d'aquest corpus inconnex s'han de buscar segons els estudiosos en dos trets del pensament xinès: la importància dels afers culturals i polítics abans que cosmològics i la difuminació del paper de les deïtats, que fan que la creació sigui un assumpte menys religiós. Alguns dels textos considerats mites de creació, de fet, són fragments o comentaris a mites fundacionals sobre la història del país o determinats costums i no relats autònoms, extrem que provaria aquest caràcter secundari atorgat a la creació per la cultura xinesa primerenca. A mesura que va evolucionar el pensament oriental amb l'auge del daoisme i es van barrejar tradicions diverses, van anar sorgint entre el poble diverses històries que, recopilades pels filòsofs i escriptors clàssics, constitueixen un conjunt de mites relacionats amb els orígens. La religió popular és, doncs, la font principal d'aquests mites, en clar contrast amb el relat homogeni de la cultura judeocristiana, la cosmogonia grega o la mitologia mesopotàmica. Alguns d'aquests mites, a més a més, s'han conservat només en reinterpretacions posteriors, on s'intentava racionalitzar el paper del déus i els principis immaterials.
Malgrat aquesta dispersió, s'aprecien als mites xinesos motius o principis comuns de la mitologia comparada que permeten la classificació dels relats segons el mecanisme per a la creació del cosmos. La diferent cronologia de les fonts provoca que s'intentin harmonitzar tradicions, de manera que per exemple el ying i el yang apareixen a diverses explicacions mítiques, en algunes com a origen i en altres com a adicions posteriors.

## Creacióex nihilo
La creació ex nihilo suposa que abans de la Terra i el Cel existia només el no-res. Aquest escenari apareix al Tàiyī Shēngshuǐ, d'interpretació controvertida. En aquest text del 300 aC escrit en canyes de bambú, una figura mítica, posteriorment identificada amb Shangdi, va crear del no-res l'aigua. Amb ajuda d'aquesta aigua es van crear el cel i la terra, cadascú amb els seus déus. La col·laboració entre aquestes divinitats va provocar el naixement dels éssers.
El Ling Xian ("La Constitució Espiritual de l'Univers"), escrit per Zhang Heng, esmenta una foscor primordial, l'interior de la qual era el buit i l'exterior la no existència. Aquest no-res va romandre durant un llarg període, fins que es va formar l'arrel del Tao (sense que s'expliqui com s'opera el canvi). El Tao creix fins a donar forma a les coses i vida a les diferents criatures, així com al ying i al yang. El yang, sempre en moviment, va crear el Cel, mentre que el ying va formar la Terra. La fertilització de Cel i Terra va suposar el Gran Origen o principi del món actual, un ou còsmic on la Terra ocupa el centre.

## Creació a partir d'un element primordial
El Huainanzi és un recull d'assajos que inclou dues versions de la creació. La més extensa indica que al principi hi havia una mena d'energia volant, que alguns comentaristes han assimilat a l'arque dels presocràtics. Aquesta energia, similar a l'aire, va patir el "Gran Origen", que no s'explica, del qual va néixer la nebulosa buida original. Aquesta nebulosa va engendrar l'espaitemps i d'aquest va néixer el txi. El txi va escindir-se per una separació entre allò pur i brillant, que es va concentrar al Cel, i allò impur o tèrbol, que va concentrar-se per formar la Terra, amb més dificultat i temps. Les essències d'aquestes dues entitats van esdevenir el ying i el yang, que al seu torn van crear les quatre estacions de l'any (assimilables als elements clàssics) i d'elles van sorgir, per combinació, els astres i els cossos. S'ha vist en aquest relat una racionalització de mites antics per intentar explicar la cosmogonia amb termes científics.
El Taijitu shuo es manté fidel a la cosmologia del neoconfucianisme i esmenta dos principis primordials, el moviment i la quietud, assimilats al ying i al yang, que generen els elements bàsics de la terra, l'aigua, la fusta, el metall i el foc (coneguts com els cinc elements xinesos que conformen tota substància partir de les combinacions explicades al Yijing.

## Creació a partir del caos

El Tiānwèn ("Preguntes al Cel") és un text poètic del segle iv aC que consta només de 172 preguntes dirigides al Cel, Tian, i que no es responen, es deixen obertes per a la reflexió del lector. La formulació de les preguntes, però, permet deduir gran part dels elements dels mites de creació. Segons el Tiānwèn en el principi hi havia un caos inicial, a partir del qual es va formar de manera espontània un ordre que va originar el Yin i Yang. La combinació d'aquests principis va donar peu a tot el que existeix. No s'explica el motiu pel qual de sobte el caos va donar pas al ying i al yang, els quals van formar els nou cels i el món terrenal, units per pilars.
El Daodejing no esmenta el caos, un concepte que com a tal podria ser de caràcter occidental, però sí un origen amorf que s'hi assimilaria i que s'identifica amb el Tao. Del Tao emergeixen per ordre els conceptes numèrics que formen el món: al principi sorgeix la unitat còsmica o Taijí que al seu torn origina el dualisme del ying i el yang. Aquests formen el principi trinitari i des d'aquell neixen la multitud d'éssers vius i no vius de l'univers, els quals han de mantenir l'equilibri entre el ying i el yang. El Daoyuan (segle II aC) parla igualment del Tao primordial i amorf ple del txi o energia vital. Aquesta energia, similar a un vapor, és la responsable de la formació dels cossos i roman al seu interior. Se l'anomena Tao però en realitat no té ni nom.

## Creació a partir d'éssers
El segon relat de creació del Huainanzi inclou la presència de dues divinitats creadores o esperits que vagaven enmig de la foscor. Van crear el Cel i la Terra, ambdós sense límits físics, amb la seva energia. Quan l'energia estava confusa, apareixien criatures diverses, quan estava refinada, éssers humans. La separació entre els dos mons és comparable a la separació entre les aigües superiors i inferiors que es troba a l'Enuma Elix mesopotàmic que també inclou dos déus creadors.
Un mite popular atribueix a la deessa Nüwa la creació del món. La Terra quadrada ja existia i s'unia amb vuit pilars al Cel rodó però aquests estaven trencats i tota la matèria estava confusa. Nüwa va arreglar la unió entre els dos mons (restaurant l'Axis mundi) i a partir d'aquest moment va poder dedicar-se a poblar-los amb els materials preexistents. Del fang surten els homes, que segons la qualitat i la barreja amb la terra groga pertanyen a un estament o un altre. Destaca el fet que no va poder acabar la seva obra perquè tenia massa feina reparant el que s'havia trencat (potser a causa del diluvi universal, però no és clar), per això els primers emperadors i esperits van haver de perfeccionar l'ésser humà al llarg de generacions. La creació, per tant, no ha finalitzat i continua en evolució. Probablement el mite de Nüwa neix de la fusió de diverses històries complementàries on s'intenta alinear la preexistència d'éssers (materials de futures generacions) amb una divinitat creadora, que actua més com el demiürg platònic que com el Déu bíblic.
En altres relats tardans Nüwa és el nom de la primera dona, equivalent a Eva, casada amb el seu germà Fu Xi, rei xinès mític. Per exemple al Duyi zhi (segle ix) aquests dos eren els únics éssers humans d'un planeta que ja existia des de sempre. Tenien vergonya de mantenir relacions sexuals pel fet de ser germans però volien donar a llum a la humanitat, per això van demanar permís al Cel. Aquest va enviar una boira, signe favorable, i Nüwa va ocultar el seu rostre per unir-se al primer home, igual que les núvies usaven un vano o vel en la cerimònia nupcial. D'ells dos van néixer tots els homes.
Segons el Sanwu liji (segle iii), el déu Pangu va néixer de l'ou còsmic primordial i a partir de diverses transformacions del seu cos va crear tot el que existeix. Els éssers humans són les puces que parasitaven Pangu. El fet que tot tingui bocins de Pangu explica el caràcter diví de qualsevol criatura (panteisme) i també els paral·lelismes existents entre el cos humà i el món exterior, reflectits al Neijing Tu, i que equival a la relació entre microcosmos i macrocosmos dels grecs i renaixentistes europeus.